# شاهنامه تهماسبی

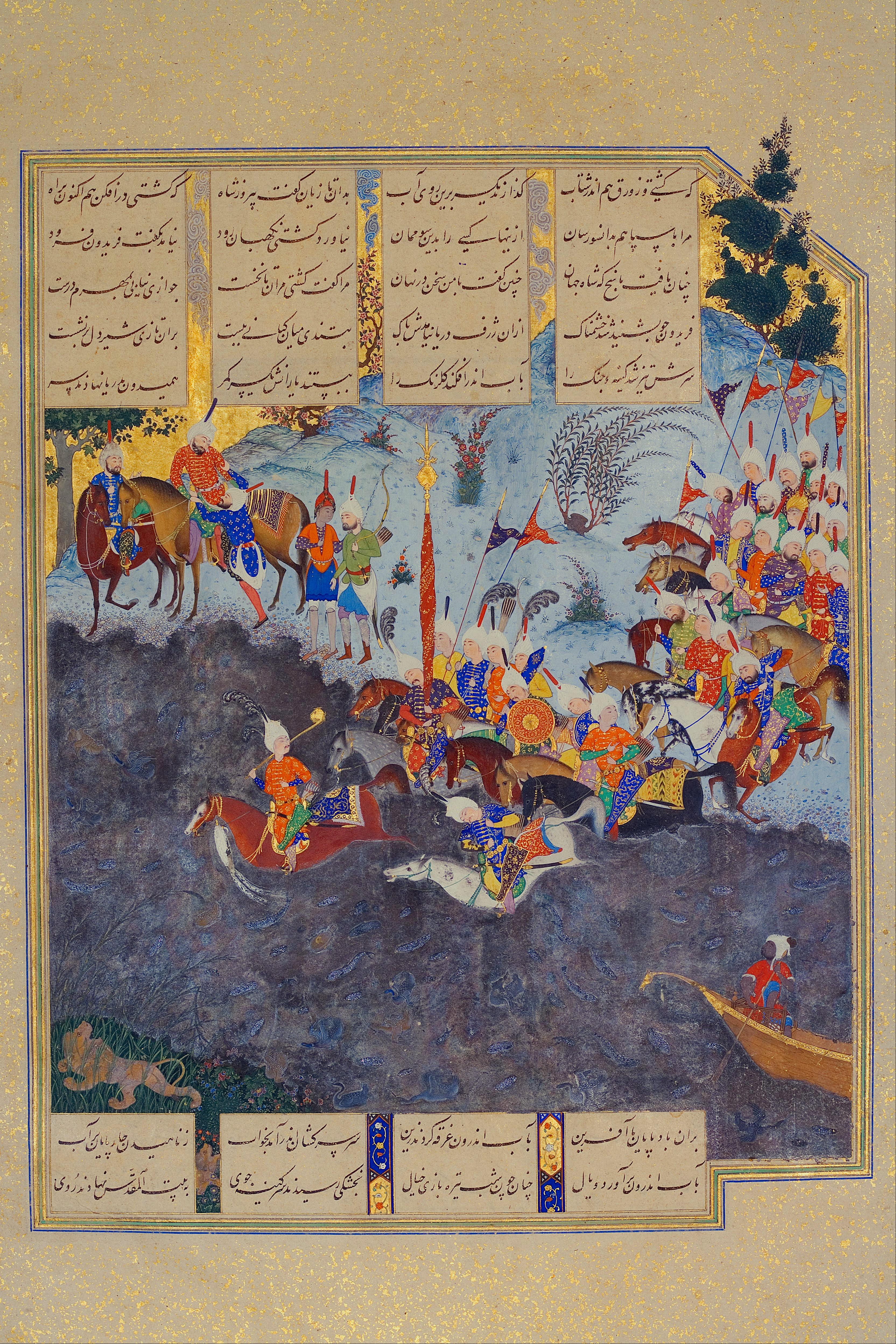
برگی از شاهنامهٔ تهماسبی (برگ ۳۳) که به ماجرای عبور فریدون از دجله می‌پردازد. این برگه اکنون در مالکیت موزه هنر اسلامی دوحه قرار دارد.

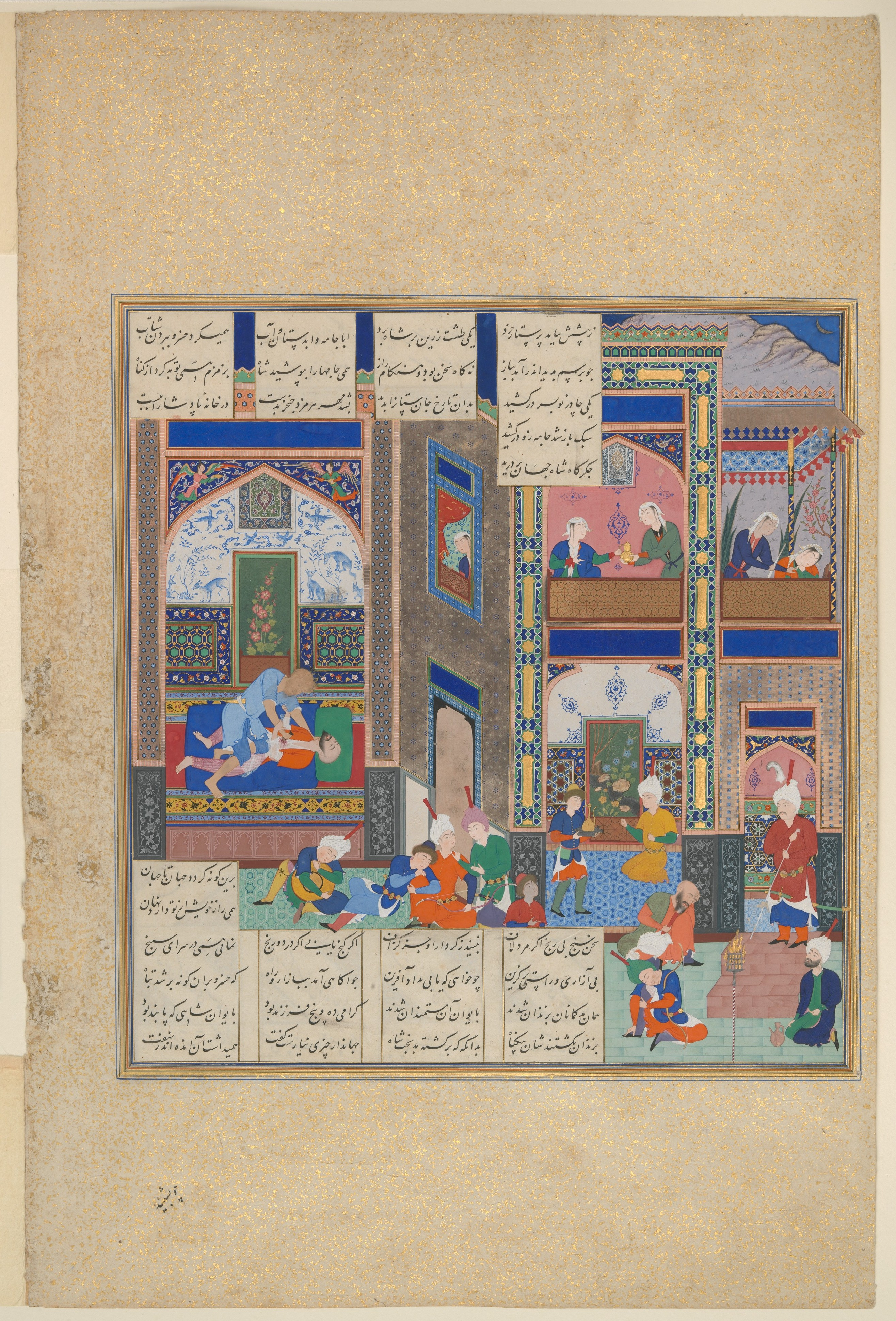
تصویری از صفحه‌ای از شاهنامه تهماسبی (برگ ۷۴۲) که ماجرای توطئه قتل خسرو پرویز، پادشاه ساسانی را شرح می‌دهد.

شاهنامهٔ تهماسبی یا شاهنامه شاه‌تهماسب یا شاهنامهٔ هوتون نسخه‌ای گران‌بها از شاهنامهٔ فردوسی متعلق به سدهٔ ۱۰ هجری قمری در دورهٔ صفوی است. این کتاب حدود ۷۶۰ برگ دارد و دربردارندهٔ ۲۵۸ صفحه نگارگری از اساطیر و تواریخ ایران در شاهنامه است که توسط برجسته‌ترین نقاشان و خوش‌نویسان شاهنشاهی صفوی و به خط نستعلیق در تبریز تهیه شده است. تولید شاهنامهٔ تهماسبی به دستور شاه اسماعیل یکم، بنیان‌گذار دودمان صفوی، احتمالاً در سال ۹۲۸ ه.ق. — دو سال پیش از درگذشت شاه اسماعیل یکم — آغاز شده و نزدیک به دو دهه زمان برده است.
شاهنامهٔ تهماسبی پس از تکمیل، به سلطان سلیم دوم هدیه شد و تا سدهٔ ۱۹ میلادی در دربار عثمانی بود. از ۱۹۰۳ تا ۱۹۵۹ خانواده روتشیلد مالک کتاب بودند تا اینکه در ۱۹۵۹ آرتور هاتن آن را از روتشیلدها خرید. هاتن برای رهایی از بدهی مالیاتی، ۷۸ برگ از کتاب را به موزهٔ هنر متروپولیتن هدیه داد و پس از آنکه نتوانست با دولت ایران برای فروش کتاب به توافق برسد، بقیهٔ برگ‌ها را جداگانه به مجموعه‌های گوناگون فروخت. ۱۱۸ برگ از کتاب که تا پایان عمر هاتن در مجموعهٔ او باقی مانده بود، با تابلوی زن ۳ اثر ویلم دکونینگ معاوضه شد و اکنون در موزه هنرهای معاصر تهران قرار دارد.
این نسخهٔ شاهنامه یکی از گران‌قیمت‌ترین متن‌های هنری جهان به شمار می‌رود و یک برگ مصور آن در ۲۰۱۹ به مبلغ ۱۳٫۸ میلیون دلار به فروش رسیده است.

## تاریخچه
حسن حبیبی، رییس پیشین بنیاد ایران‌شناسی، در گفتگویی در پیرامون پیشینهٔ این اثر گفته بود: «کاغذ این شاهنامه بسیار نازک و چونان کاغذهای بیبل امروزی و دست‌ساز است. ۱۵ تن روی این نبیگ گرانمایه کار کرده‌اند که نام ۹ تن آنها شناخته شده‌است و دیگران ناشناخته‌اند. کسانی که نامشان شناخته شده‌است، چونان سلطان محمد، میرمصور، آقامیرک، دوست‌محمد، میرزاعلی، مظفرعلی، شیخ محمد، میرسیدعلی و عبدالصمد و شش تن دیگر نامشان شناخته نیست و در برخی اسناد با حرف لاتین A, B، C, D، F, H نامیده شده‌اند….
مسؤولیت کار در ابتدا با دوست‌محمد و پس از وی با میر مصور بوده است و پس از آن‌ها ظاهرا آقامیرک کار‌ها را اداره می‌کرده است. این کتاب پس از آن‌که به پایان می‌رسد، صحافی می‌شود. صحافی کتاب عالی بوده و این معنی از جلد سوخته و تذهیب‌شدهٔ آنکه درون و بیرون آن را دربر دارد و هم‌اکنون موجود است، پیداست و پس از پایان کار مهر شاه تهماسب را بر صفحه ۱۶ کتاب نقش کرده‌اند که آن‌ هم موجود است.»

## هدیه دربار ایران به دربار عثمانی
این شاهنامه پس از تکمیل، حدود چهل سال در دربار صفوی باقی ماند. در ۹۸۳ ه.ق. که سلطان سلیم دوم در دربار عثمانی زمام امور را به دست گرفت احتمالاً شاه تهماسب به‌منظور تحکیم روابط و به منظور تبریکِ به تخت نشستن سلطان سلیم دوم، هیئتی به همراه پیشکش‌هایی نفیس از جمله شاهنامهٔ تهماسبی به دربار عثمانی اعزام داشت. به گفته «بوداغ قزوینی» در «جواهر الاخبار» این هیئت به سرپرستی شاه‌قلی، حاکم ایروان، مرکب از ۳۲۰ نفر از مقامات دربار و ۴۰ نفر بازرگان بوده‌است که هدایایی با تعداد اغراق‌آمیز ۱۹ هزار شتر با خود حمل می‌کردند.

## پس از سده نوزده
شاهنامه تهماسبی تا اوایل سده نوزدهم در دربار عثمانی باقی ماند، تا این که در سال ۱۹۰۳ در نمایشگاه آثار هنر اسلامی در موزه هنرهای تزئینی پاریس به نمایش گذاشته شد. صاحب کتاب در آن زمان «بارون دو روتشیلد» است. سال ۱۹۵۹ میلادی آرتور هاتِن، بازمانده کارخانه‌های بلورسازی کورنینگ آن را از نوه بارون روتشیلد خرید و شاهنامه تهماسبی در محافل هنری اروپا به «شاهنامه هاتِن» تغییر نام داد.

## شاهنامهٔ تهماسبی در دوره پهلوی
آرتور هاتِن در سال ۱۹۷۰ برای رهایی از بدهی مالیاتی، ۷۸ صفحه از این شاهنامه را به موزه «متروپولیتن» هدیه داد. او سپس با سفارت ایران تماس گرفته و اعلام می‌دارد که می‌خواهد این کتاب را به دولت ایران بفروشد تا به میهن اصلی‌اش برگردد. وی در ملاقات با شاه که در سفر او به آمریکا رخ داده به بیان مشکلات مالیاتی اش، ابراز علاقه می‌کند که ایران این کتاب را از او بخرد و در صورت عدم خرید او مجبور است که آن را اوراق و مجالس نگارگری کتاب را به بفروشد.
دولت شاهنشاهی پس از چندی اعلام می‌دارد که به دلیل گرانی قیمت حاضر به خرید این کتاب نیست و دنبال این اعلان آرتور هاتِن نسبت به فروش برگه‌های نگارگری کتاب به صورت منفرد اقدام می‌کند.
پس از آن هفت مجلس از نقاشی‌های شاهنامه در حراج کریستی لندن به قیمت ۳٫۱ میلیون دلار فروخته شد. چند سال بعد، ۴۱ نقاشی به گالری «اگینو» در لندن فروخته شد و از آن میان تنها یک نسخه برای موزه تازه تأسیس رضا عباسی خریداری شد.
سال‌ها بعد هاتن برگ‌های باقی‌مانده از شاهنامه تهماسبی را به‌طور امانی به بانک لویدز لندن سپرد و از کریستی خواست تا آن‌ها را هم حراج کند. کریستی هم در طی دو سال ۱۴ برگ از اوراق شاهنامه را به فروش رساند. همزمان با درگذشت هوتن، از ۲۵۸ مجلس نقاشی‌های آن نسخه، ۱۱۸ مجلس در مجموعه هاتن باقی‌مانده بود. از این میان، برگه‌های باقی‌مانده به ناصر داوود خلیلی در لندن به قیمت ۷ میلیون دلار پیشنهاد می‌شوند.

## خرید باقیمانده شاهنامهٔ تهماسبی پس از انقلاب ۱۳۵۷
در سال ۱۳۷۲، دولت ایران با پیشنهاد فرزند هاتن که بنا به وصیت پدر مأمور فروش شاهنامه شاه تهماسبی شده‌است، موافقت می‌کند و با پیگیری حسن حبیبی، معاون اول رئیس‌جمهوری وقت ایران، برای بازپس‌گیری باقی‌مانده این شاهنامه، با تابلوی زن ۳ اثر ویلم دکونینگ معاوضه می‌کند و این تعداد نسخه به ایران بازمی‌گردد.
به گزارش وال استریت ژورنال، در ابتدا برگ‌ها درون صندوقچه‌ای چوبی با یک کشتی حمل پرتقال به اروپا آورده شدند. در آن هنگام، هاتن پسر در کاخ سفید مشغول به کار بوده است. در ۲۷ ژوئیه ۱۹۹۲، این برگ‌ها از طریق بانک لویدز به پاریس منتقل می‌شوند و روز بعد یک مقام عالی‌رتبه دولت ایران، این برگ‌ها را با یک بویینگ ۷۲۷ از پاریس به تهران منتقل می‌کند.
بنا به گفته حسن حبیبی:
«از کارشناسان ایرانی، دکتر اکبر تجویدی و دکتر شهریار عدل بودند که تحت نظر آقای معیری، سفیر ایران در پاریس، باید شاهنامه و مجالس آن را می‌دیدند و تأیید می‌کردند و به دلیل این‌که دکتر تجویدی قادر به خروج از پاریس نبود، طرف مقابل موافقت کرد که کار کارشناسی در فرودگاه پاریس انجام یابد و فرودگاه اورلی یک اتاق محفوظ را برای ۲۴ ساعت در اختیار سفارت ایران قرار داد و تمام قسمت‌های شاهنامه تهماسب مورد بازدید قرار گرفت و پس از تأیید همان روز به مقصد وین - اتریش حرکت کرد.
در اتریش سفارت ایران، وزارت خارجه اتریش و پلیس اتریش را در جریان گذاشته بود و رئیس پلیس اتریش قول همه‌گونه همکاری داده بود تا نیم ساعت قبل از فرود هواپیما، تدابیر امنیتی مناسبی در فرودگاه با آرایش پلیس فراهم شود. از طرف ایران نیز هواپیمای دولت آماده شد و به دلیل این‌که تابلو داخل هواپیما نمی‌رفت، آن را در انبار جا دادند و آقای دانیالی و آقای حجت به همراه تابلو به اتریش رفتند و در محل تعیین‌شده فرود آمدند.
صندوق‌ها باز شد و با صورت مجلس مطابقت داده شد و آقای حجت از هواپیما پیاده شد، تابلو را به داخل وانت برد و کارشناسان هنگامی که از صحت تابلو مطمئن شدند، تابلو را تحویل گرفتند. اسم این تابلو، «زن سوم» بود. وانت آن‌ها حرکت کرد و در هواپیما نیز بسته شد. قرار بر این بود وقتی هواپیما کاملاً در آسمان قرار می‌گیرد، سفیر ما در وین به اینجانب تلفن کند که در ساعت هشت بعدازظهر پنج‌شنبه تلفن کرد و خیال من راحت شد. روز شنبه، صندوق‌ها تحویل اینجانب شد و روز یکشنبه آن‌ها را به موزه هنرهای معاصر که تابلو معاوضه‌شده در آن‌جا بود، تحویل دادم.»
| مجموعه                  | مکان                         | تعداد برگ | منبع   |
| ----------------------- | ---------------------------- | --------- | ------ |
| موزه هنرهای معاصر تهران | تهران، ایران                 | ۱۱۸       | [ ۱۰ ] |
| موزه متروپولیتن         | نیویورک، ایالات متحده آمریکا | ۷۸        | [ ۱۱ ] |
| موزه آقاخان             | تورنتو، کانادا               | ۱۰        | [ ۱۱ ] |
| مجموعه‌های خلیلی         | لندن، انگلستان               | ۱۰        | [ ۱۲ ] |
| موزه هنرهای اسلامی قطر  | دوحه، قطر                    | ۷         | [ ۱۱ ] |
| مجموعه دیوید            | کپنهاگ، دانمارک              | ۳         | [ ۱۳ ] |
| موزه رضا عباسی          | تهران، ایران                 | ۱         | [ ۱۴ ] |

## گران‌ترین اثر هنر ایرانی
در فروردین ۱۳۹۰ برگی از این شاهنامه رکورد فروش آثار هنر ایرانی را شکست و به قیمت ۷٫۴ میلیون پوند در حراجی ساتبیز فروخته شد.
نسخه‌ای که به‌دست ایران رسیده است ۱۱۸ نگاره دارد و در موزه هنرهای معاصر تهران نگهداری می‌شود و نسخه‌ای از آن در سال ۱۳۹۳ توسط فرهنگستان هنر و با همکاری موزه هنرهای معاصر تهران و حمایت بانک پاسارگاد منتشر شده‌است.
۷۸ برگ از نگاره‌ها در اختیار موزهٔ متروپولیتن نیویورک قرار دارد، یک برگ در اختیار موزهٔ بریتانیا، ده برگ از این مجموعه در اختیار موزه آقاخان و سه برگ نیز موزهٔ هنرهای اسلامی دوحه در اختیار دارد. مابقی صفحات در تملک مجموعه داران خصوصی است. نخستین برگ شاهنامه تهماسبی، با عنوان «دربار کیومرث» (یا «پادشاهی کیومرث») و از شناخته شده‌ترین نقاشی‌های ایرانی، جزو مجموعهٔ موزه آقاخان است؛ سلطان محمد نگارگر، نقاش برجستهٔ دربار صفوی، به مدت سه سال بر روی این نقاشی به‌خصوص کار کرده‌است. نمادگرایی زرتشتی در سراسر این برگ دیده می‌شود و هیچ نقاشی مینیاتور ایرانی دیگری را نمی‌توان یافت که چنین به نمادهای زرتشتی پرداخته باشد.
سرپرستی صد صفحهٔ نخست از شاهنامهٔ تهماسبی بر عهدهٔ وی بوده و نگاره‌های دربار کیومرث، جشن سده، شکست دیوان به دست تهمورث و کشته شدن دیو سیاه به دست هوشنگ از نگاره‌های برجستهٔ وی در این شاهنامه است.

## انتشار کتاب توسط فرهنگستان هنر
کتاب «شاهنامه شاه تهماسبی» در قطع سلطانی و با صحافی نفیس و قاب در ۴۲۰ صفحه توسط انتشارات فرهنگستان هنر و با همکاری موزه هنرهای معاصر تهران و حمایت بانک پاسارگاد به چاپ رسیده و در بهار سال ۹۳ رونمایی شد. «علی معلم دامغانی»، «محمود فرشچیان» و همچنین «علی جنتی»، وزیر وقت فرهنگ و ارشاد اسلامی، بر این کتاب مقدمه نوشته‌اند. خوشنویسی بسم‌الله و مقدمه‌های این کتاب را نیز «غلامحسین امیرخانی» بر عهده داشته‌است. بازسازی جلد آن نیز، توسط «مهدی مقیسه» به انجام رسیده‌است.
کتاب منتشر شده حاوی تصاویر ۱۱۶ نگاره، جلد، آستر بدرقه، سرلوح و دیگر تذهیب‌های موجود در موزه هنرهای معاصر تهران، به همراه ۳۳ نگاره از موزه متروپولیتن، ۱۰ نگاره از مجموعه خلیلی در لندن، ۹ نگاره از موزه آقاخان، ۳ نگاره از موزه هنرهای اسلامی قطر، ۱۳ تصویر متن شاهنامه (نمونه خط و جدول‌بندی) و یک نگاره از موزه رضا عباسی تهران است که هر کدام از این نگاره‌ها، شرحی به دو زبان فارسی و لاتین دارد.

## ارجاعات
اورهان پاموک نویسنده مشهور اهل ترکیه در رمانِ نام من سرخ (۱۹۹۸) از شاهنامه شاه تهماسب نام برده‌است.